# Cantone di Tallano-Scopamene
Il Cantone di Tallano-Scopamene era una divisione amministrativa dell'arrondissement di Sartena. Conta 1 261 abitanti.
A seguito della riforma approvata con decreto del 24 febbraio 2014, che ha avuto attuazione dopo le elezioni dipartimentali del 2015, è stato soppresso.
I 12 comuni facenti parte prima della riforma del 2014 erano:
- Altagene
- Aullene
- Cargiaca
- Loreto di Tallano
- Mela
- Olmiccia
- Quenza
- Serra di Scopamene
- Sorbollano
- Santa Lucia di Tallano
- Zerubia
- Zoza